# Zehra Güneş

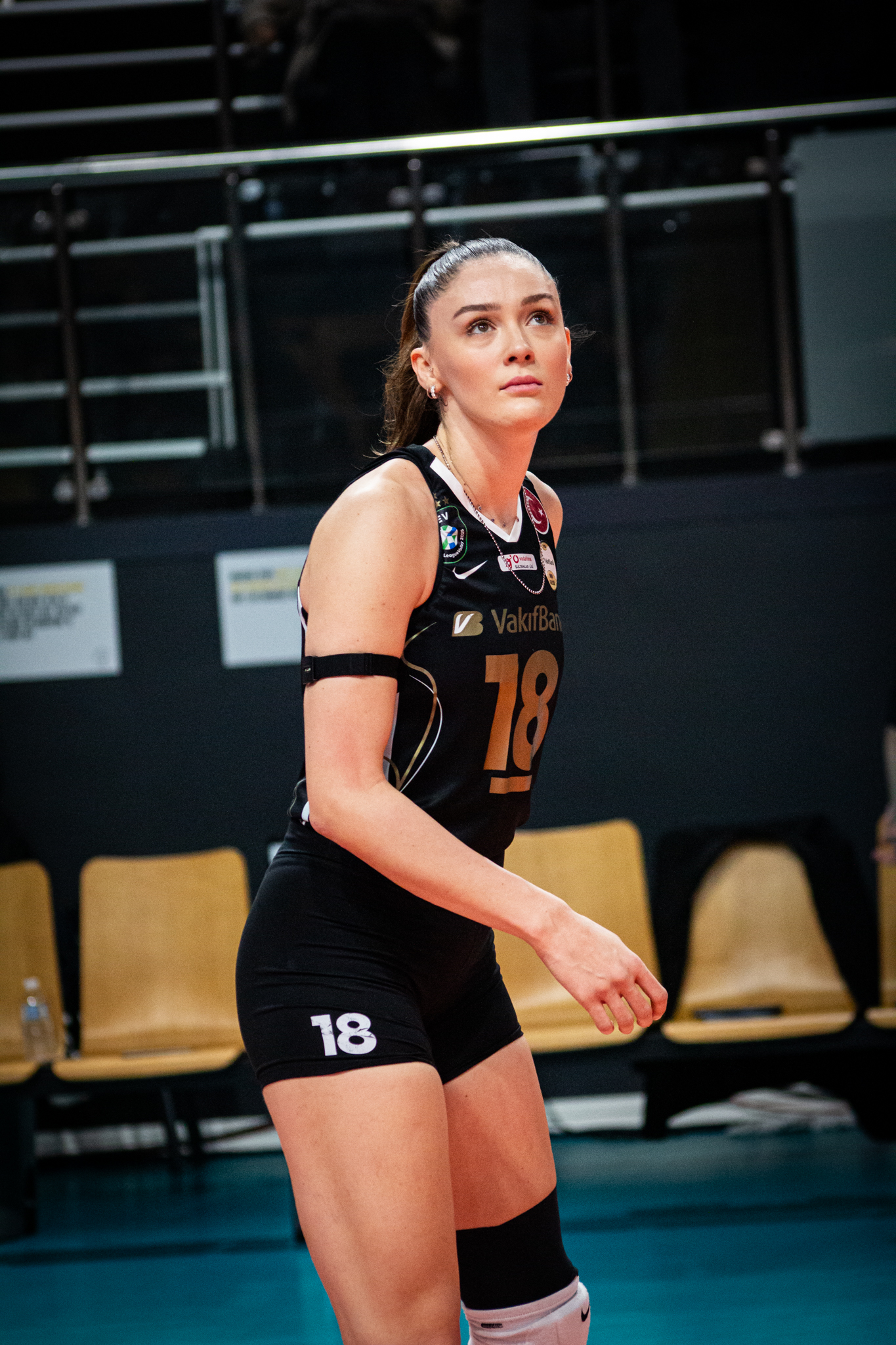
Zehra Güneş zawodniczką VakıfBanku Stambuł w sezonie 2024/2025

Zehra Güneş (ur. 7 lipca 1999 w Stambule) – turecka siatkarka, reprezentantka kraju, grająca na pozycji środkowej.
18 listopada 2024 roku nawiązała współpracę z UNICEF.

## Sukcesy klubowe
Superpuchar Turcji:
- 2017, 2021, 2023[3]

Puchar Turcji:
- 2018, 2021, 2022[4], 2023[5]

Mistrzostwo Turcji:
- 2018[6], 2019, 2021, 2022[7], 2025[8]
- 2023[9], 2024[10]

Liga Mistrzyń:
- 2018, 2022[11], 2023[12]
- 2021

Klubowe Mistrzostwa Świata:
- 2018, 2021
- 2022[13], 2023[14]
- 2019

## Sukcesy reprezentacyjne
Olimpijski festiwal młodzieży Europy:
- 2015

Mistrzostwa Europy Juniorek:
- 2016

Mistrzostwa Świata U-23:
- 2017[15]

Liga Narodów:
- 2023[16]
- 2018
- 2021

Volley Masters Montreux:
- 2018

Mistrzostwa Europy:
- 2023[17]
- 2019
- 2021

## Nagrody indywidualne
- 2015: Najlepsza blokująca Mistrzostw Świata Kadetek
- 2017: Najlepsza blokująca Mistrzostw Świata Juniorek
- 2019: Najlepsza środkowa Klubowych Mistrzostw Świata
- 2021: MVP Pucharu Turcji
- 2021: Najlepsza środkowa Klubowych Mistrzostw Świata
- 2022: Najlepsza środkowa Klubowych Mistrzostw Świata
- 2023: Najlepsza środkowa Ligi Narodów[18]
- 2023: Najlepsza środkowa Mistrzostw Europy[19]
- 2023: Najlepsza środkowa Klubowych Mistrzostw Świata[20]